# 单叶灯心草
单叶灯心草（学名：Juncus unifolius）是灯心草科灯心草属的植物。分布在中国大陆的云南、西藏等地，生长于海拔4,000米至4,250米的地区，一般生于山坡水边及石灰岩上，目前尚未由人工引种栽培。